# SMD
O SMD, iniciais de Semi Metalic Disc, é um formato de áudio que pode armazenar até 64 minutos de música com a mesma qualidade de um CD convencional. Embora seja produzido com tecnologia diferente, o SMD pode ser reproduzido em qualquer tocador de CDs convencional.
A tecnologia, desenvolvida no Brasil, inventada por Ralf, da dupla Chrystian & Ralf, está sendo usada para combater a pirataria fonográfica, já que o SMD tem um custo 30% menor que o do CD comum.
Em 2007, a empresa Microservice firmou um acordo com a Ralf Produções. Assim, até 2027, a Microservice será a única empresa do mundo com direito a fabricar este tipo de mídia.